# Joseph Hébert de la Rousselière
Joseph Hébert de la Rousselière, né le 26 novembre 1887 à Angers et mort le 14 janvier 1979 dans la même ville, est un docteur en médecine et horticulteur français.

## Biographie
Joseph Henri René Hébert de la Rousselière est né en 1887 à Angers. Issu d’une famille de médecins et de notaires, il est formé à l’externat Saint-Maurille d'Angers. Lors de la Première Guerre mondiale, il sert au front comme médecin aide-major au sein du 25e régiment de Dragons et reçoit quatre citations. Son service lui vaut d'être décoré de la Croix de guerre et fait chevalier de la Légion d'honneur. Après la guerre, il reprend le cabinet de médecine générale de son père au 36 rue Lionnaise, dans la Doutre.
Il préside la section d'Action française d'Angers en 1925 puis la fédération d'Action française de Maine-et-Loire. Son engagement au sein du mouvement royaliste est avéré au moins jusqu'en 1939.
Le 24 août 1927, il épouse Jeanne Marie Charlotte Pauline Tripier de Laubrière à Martigné-Briand dont il divorce en mai 1936. Le 29 juin 1936, il se remarie à Angers avec Marie Charlotte Bourtault.
Passionné par l’horticulture, il crée un jardin arboré, avec des plantes méditerranéennes sur son domaine de La Gagnerie dont il fait sa demeure principale en 1944. En parallèle, il crée un arboretum de 7 000 m2 composé d’arbres rares.
Il préside Société d’horticulture d’Angers et de Maine-et-Loire pendant vingt et un ans de 1942 à 1963. En 1947, il publie son œuvre essentielle L’Histoire des jardins d’Angers. Il participe ainsi en 1954 au Congrès de la rose à Angers.
Sans héritier, le docteur lègue ses biens à la ville d’Angers en 1979. Enterré au cimetière de l'Ouest dans le carré 23, sa tombe figure parmi les plus remarquables du lieu,.

## Archives
Sa bibliothèque personnelle intègre les collections de la Bibliothèque municipale. Le Musée des Beaux-Arts reçoit les toiles peintes du XVIIIe siècle de son salon de La Gagnerie.

## Postérité
Une partie de son domaine est aménagée en espace vert au cœur du quartier de Monplaisir à Angers et devient le Parc Hébert de la Rousselière, également appelé le « Petit Bois »,.

## Distinctions
- Croix de guerre 1914-1918
- Chevalier de la Légion d'honneur

## Publications
- Histoire des jardins d'Angers, Éditions de l'Ouest (1947)
- Flèches (1966)
- Du vin, du miel, du fiel (non daté)